# Jacqueline Hill
Jacqueline Hill, właśc. Grace Jacqueline Hill (ur. 17 grudnia 1929 w Birminghamie; zm. 18 lutego 1993 w Londynie) – brytyjska aktorka filmowa, telewizyjna oraz teatralna; występowała w roli Barbary Wright z brytyjskiego serialu science-fiction pt. Doktor Who, w którą wcielała się w latach 1963–1965.

## Życiorys
Hill, gdy jeszcze była dzieckiem, została osierocona, a opiekę nad nią sprawowali dziadkowie. Podczas pracy w Cadbury, spotkała się ze społeczeństwem amatorskiego dramatu. Później zaczęła się ubiegać o stypendium do Royal Academy of Dramatic Art. Udało jej się i na uczelni została do 16 roku życia.
Jej debiut teatralny był w sztuce The Shrike w londyńskiej dzielnicy West End. Po tej sztuce dostała kilka kolejnych ról, po czym zaczęła występować w telewizji. Jej pierwsze seriale to m.in. Shop Window, Fabian of the Yard czy An Enemy of the People. Wystąpiła również w brytyjskiej adaptacji amerykańskiego serialu pt.: Requiem For A Heavyweight.
W 1963 roku Hill została zaproszona do zagrania roli Barbary Wright w nowym serialu BBC pt. Doktor Who. Hill zagrała wraz z Carole Ann Ford oraz Williamem Russellem pierwszych towarzyszy Doktora. Rolę tę grała przez dwa lata, do czasu gdy w 1965 odeszła z serialu wraz z Williamem Russellem. Do serialu powróciła jednorazowo w 1980, gdzie w historii Meglos, zagrała postać Lexy.
W 1993 roku aktorka zmarła w wyniku raka sutka.
W 2013 roku powstał film wyprodukowany specjalnie na 50-lecie istnienia serialu Doktor Who, pt. An Adventure in Space and Time. Opisywał on historię powstawania oraz pierwsze lata produkcji serialu. W filmie pojawia się również postać Jacqueline Hill. Aktorką, która zagrała rolę Jacqueline Hill została Jemma Powell.

## Wybrana filmografia
Źródło:
- 1953 The Blue Parrot – Maureen
- 1964 The Comedy Man – Sandy Lavery